# Jorge Barros
Jorge Barros de Araújo (Rio de Janeiro, 28 de abril de 1948 - Rio de Janeiro, 20 de novembro de 2023), foi um treinador de voleibol brasileiro que comandou na década de  80 a Seleção Brasileira na categoria infanto-juvenil e juvenil, sendo com esta última categoria sua principal conquista,  a medalha de bronze,  no Mundial Juvenil de 1989 e aos melhores resultados desta década com a seleção brasileira de voleibol feminino]] na categoria adulta.

## Carreira
Bacharel em Educação Física pela UFRJ e nesta mesma instituição é Pós-graduado em Voleibol,  e em 1969  iniciou sua carreira de treinador , desenvolvendo seus métodos  na Associação Atlética Banco do Brasil (AABB), no Rio de Janeiro, onde coordenou todas as categorias  tanto no voleibol masculino,  quanto no feminino até  1980, mesmo período que foi treinador desde o mirim até o adulto no masculino.
Após conclusão de seu trabalho na AABB, transferiu- se para o Fluminense, sendo coordenador técnico de todas as categorias no voleibol masculino e feminino de 1981 a 1984, onde também foi  treinador da equipes juvenil e adulta no  masculino e  no adulto voleibol feminino.
No ano de 1980 era o técnico da Seleção Brasileira Infanto-Juvenil que disputou o II Campeonato Sul-Americano da categoria  realizado em São Paulo-Brasil e Ronaldo Daniel Araújo era seu auxiliar técnico, sagrando-se campeão do continente sul-americano.
Em temporada de 1981 Jorjão atuou como técnico da Seleção Brasileira Juvenil no Mundial Juvenil realizado em Colorado Springs-EUA no qual   representando o Brasil obteve a  medalha de prata, perdendo para ex-URSS por 3 x 0 (15-8, 15-10  e 15-3), neste ano era o assistente técnico do então técnico  Bebeto de Freitas e juntos comandaram o selecionado brasileiro na conquista da honrosa medalha d bronze na Copa do Mundo de 1981, esta sediada no Japão ocasião que a seleção realizou uma campanha de cinco vitórias e duas derrotas.
Continuou em 1982 como  assistente técnico de Bebeto de Freitas e novamente comandaram a seleção brasileira no  Campeonato Mundial, com sede em Buenos Aires , conquistando a medalha de  prata, perdendo na final para ex-URSS por 3x0 (15-3, 15-4 e 15-5).
Ainda 1982, Jorjão , era treinador e comandou a Seleção Brasileira Infanto-Juvenil que foi disputar o III Campeonato Sul-Americano de Voleibol Masculino Sub-19 da categoria realizado em  Assunção-Paraguai e  Antônio Marcos Lerbach era seu auxiliar técnico, conquistando o bicampeonato. Em seguida foi o treinador que conduziu a Seleção Brasileira Juvenil ao vice-campeonato no  VI Campeonato Sul-Americano de Voleibol Masculino Sub-21 realizado em Santa Fe-Argentina cujo auxiliar técnico era Antonio Fernando Teixeira Leão, quando este selecionado perdeu na final para o selecionado da  Argentina. Em 1983 era assistente técnico de Bebeto de Freitas que comandava a Seleção Brasileira de Voleibol Masculino no Pan de Caracas, realizado em Caracas-Venezuela  na conquista da medalha de ouro vencendo na final a Seleção Cubana de Voleibol Masculino  por 3x1 (10-15, 15-9, 15-6 e 15-8), devolvendo a derrota   na fase de classificação..
Jorjão em 1984 era também assistente técnico de Bebeto de Freitas que comandou a Seleção Brasileira de Voleibol Masculino na conquista da Medalha de Prata nos Jogos Olímpicos de Verão de 1984 realizado em Los Angeles-EUA, perdendo a final para os Estados Unidos por 3x0 (15-6, 15-6 e 15-7), cujos jogadores eram: William, Bernardinho, Xandó, Badalhoca, Montanaro, Rui Campos do Nascimento, Renan, Amauri, Marcus Vinícius, Domingos Maracanã, Bernard e Fernandão.Ainda em 1984 conquista o tri-campeonato com a Seleção Brasileira Infanto-Juvenil no o IV Campeonato Sul-Americano de Voleibol Masculino Sub-19, realizado em Santiago- Chile auxiliado por Antônio Marcos Lerbach, onde derrotaram a Argentina por 3x0 (15-10, 15-7 e 16-14).
Jorjão em 1985 passa a comandar a Seleção Brasileira de Voleibol Feminino na IV Copa do Mundo de Voleibol Feminino realizada no Japão terminando na 6ª colocação e Marco Aurélio Motta era seu auxiliar técnico, neste grupo de jogadoras estavam: Dulce Thompson, Jacqueline Silva, Roseli Ana Timm, Ida,  Sandra Fonseca, Heloísa Roese, Vera Mossa, Ana Richa, Regina Uchoa, Mônica Caetano e Isabel. De 1985-1988 foi contratado  pelo Bradesco Esporte Clube, com sede no Rio de Janeiro, onde coordenou as  todas as categorias, no voleibol masculino e feminino  e foi o treinador, da equipe masculina adulta. Em 1986 dirigiu na condição de treinador auxiliado por Marco Aurélio Motta  a Seleção Brasileira de Voleibol Feminino no X Campeonato Mundial de Voleibol Feminino realizado na Checoslováquia terminando na 5ª colocação.
Esteve em 1987 auxiliado por Marco Aurélio Motta no comando da Seleção Brasileira de Voleibol Feminino no XVII Campeonato Sul-Americano de Voleibol Feminino realizado em  conquistando a o vice-campeonato perdendo para Seleção Peruana de Voleibol Feminino  por 3x0 (15-9, 15-7 e  15-7), na equipe do Brasil estavam: Ana Richa, Ana Cláudia Ramos, Ana Lúcia de Camargo, Vânia Melo, Tina, Regina Uchôa, Lica Oliveira, Ellen, Dôra Castanheira, Patrícia, Maria Alice Gerst e Sandra Fonseca. No mesmo ano com o mesmo auxiliar técnico conduz a Seleção Brasileira de Voleibol Feminino ao 4º lugar nos X Jogos Pan-Americanos em Indianápolis- EUA , onde a equipe brasileira perdeu na semifinal para a Seleção Peruana de Voleibol Feminino por 3x0 (15-9, 15-10 e 15-11) e na disputa da medalha de bronze perde por 3x1(15-11, 16-18, 15-5  e 15-9) para a Seleção dos Estados Unidos de Voleibol Feminino.
Jorjão e Marco Aurélio Motta novamente juntos a frente da Seleção Brasileira de Voleibol Feminino que disputou os XXIV Jogos Olímpicos realizados em Seul (Coreia do Sul) com a melhor colocação até então terminando na 6ª posição, estavam na equipe brasileira: Simone Storm, Kerly Santos, Ana Moser, Vera Mossa, Ana Richa, Sandra Suruagy, Fernanda Venturini, Ana Lúcia de Camargo, Márcia Fu, Ana Cláudia Ramos , Lica Oliveira e Dôra Castanheira.
Em 1989 volta a treinar a Seleção Brasileira Juvenil no V Campeonato Mundial de Voleibol Masculino Sub-21 realizado em Atenas-Grécia conquistando a medalha de bronze e auxiliado por Ricardo Gomes Tabach e  a Seleção Juvenil do Brasil , perdeu a semifinal para a Seleção Juvenil Japonesa por 3x1 (15-5, 13-15,15-12 e  15-6) venceu na disputa pelo bronze a  Seleção Juvenil Búlgara por 3x0 (15-10, 15-4 e 15-2). No mesmo ano foi contratado pela Associação Atlética Banco do Brasil (AABB), do Distrito Federal para treinar a equipe feminina adulta até 1990.
Jorjão foi o assistente técnico  em 1990 de Bebeto de Freitas que dirigiu a Seleção Brasileira de Voleibol Masculino no Campeonato Mundial de Voleibol Masculino de 1990, realizado no Rio de Janeiro-Brasil terminando na 4ª colocação, após perder por 3x2(6-15,15-9,15-8, 8-15 e 15-13) para Itália na semifinal e na disputa do bronze perder para ex-URSS por 3x0 (15-8,15-8 e 15-4). No selecionado brasileiro estavam: Marcelo Negrão, Jorge Edson, Giovane Gávio, Pampa, Paulão, Maurício Lima, Janelson, Dentinho, Carlão, Cidão, Pompeu e Tande.
Após término de contrato com a Associação Atlética Banco do Brasil (AABB), passou a treinar a equipe  adulta masculino  da forte equipe A.D.C Pirelli de São Bernardo do Campo onde permaneceu desde 1990 até  1993 e era o Coordenador Técnico de todas as categorias no masculino Em 1994  foi o treinador  da equipe masculina  da categoria adulta do clube italiano TNT Traco Catânia.Coordenou e foi o Professor e Coordenador  no Centro de Treinamento Rio Sport Center, no Rio de Janeiro; foi treinador  da Seleção do Rio de Janeiro  em todas as categorias (infanto-juvenil, juvenil e adulto). Atuou como treinador das duplas de vôlei de praia: Samira e Faiza, Mônica Rodrigues e Jacqueline Silva, Mônica Rodrigues e Mônica Paludo, Mônica Rodrigues e Ângela, Mônica Rodrigues e Alessandra, Paulo Emílio e Fred, Loyola e Rogéro Pará, todos disputaram os Circuitos Nacional e Internacional.
Exerceu a função de Instrutor do Curso Nacional de Treinadores, da Confederação Brasileira de Voleibol. É autor de alguns trabalhos didáticos: Publicou  em 1993 pela Editora Palestra o Livro  com título: Voleibol Moderno-Sistema Defensivo.  Registrou duas outras obras na Biblioteca Nacional, porém não foram publicadas: Voleibol Moderno-Sistema Ofensivo e Vôlei de Praia-Nova Modalidade Olímpica. É o criador do site Just Volleyball, com artigos ligados ao voleibol indoor e de praia.
Faleceu em novembro de 2023 aos 75 anos de idade. 

## Clubes
Treinador
| Clube                    | País   | De   | Até  |
| AABB/(RJ)                | Brasil | 1969 | 1980 |
| Fluminense               | Brasil | 1981 | 1984 |
| Fluminense               | Brasil | 1981 | 1984 |
| Bradesco Esporte Clube   | Brasil | 1985 | 1988 |
| AABB/(DF)                | Brasil | 1989 | 1990 |
| Pirelli/São Bernardo(SP) | Brasil | 1990 | 1993 |
| TNT Traco Catania        | Itália | 1994 | 1994 |

## Títulos e Resultados
Clubes
Campeonato Carioca de Voleibol Feminino
- 1982-Campeão  treinando o Fluminense Football Club
- 1983-Campeão  treinando o Fluminense Football Club

Campeonato Carioca de Voleibol Masculino
- 1985-Campeão  treinando o Bradesco Esporte Clube
- 1986-Campeão  treinando o Bradesco Esporte Clube

Campeonato Paulista de Voleibol Masculino
- 1991-Vice-campeão  treinando a A.D.C Pirelli  São Bernardo -SP

Campeonato Brasileiro de Clubes de Voleibol Feminino
- 1981-Campeão treinando o Fluminense Football Club
- 1984-Vice-campeão treinando o Fluminense Football Club

Liga Nacional de Voleibol Masculino
- 1991/1992-Vice-campeão treinando  a A.D.C Pirelli São Bernardo -SP
- 1992/1993-Vice-campeão treinando  a A.D.C Pirelli São Bernardo -SP

Seleção Brasileira de Voleibol Feminino
Copa do Mundo de Voleibol
- 1985-6º Lugar  ( Japão[2]

Campeonato Mundial de Voleibol Feminino
- 1986-5 Lugar  Lugar  (Indianápolis,  Estados Unidos)[2]

Jogos Pan-Americanos
- 1987-4º Lugar  (Indianápolis,  Estados Unidos)[2]

Jogos Olímpicos de Verão
- 1988-6º Lugar (Seul,  Coreia do Sul)[2]

Seleção Brasileira de Voleibol Masculino
Campeonato Mundial de Voleibol Masculino
- 1990-4º Lugar (Rio de Janeiro,  Brasil)[2]